# 布魯克林 (密西西比州)
布魯克林（英語：Brooklyn）是位於美國密西西比州福雷斯特縣的非建制地區。

## 歷史
布魯克林的郵局自1897年營運至今。

## 地理
布魯克林所處的海拔為高於海平面45米（即148英呎），而該地所採用的時區為UTC-6，即北美中部時區（CST）。同時該地設有夏令時間，為UTC-6調快一小時，即UTC-5（CDT）。